# Plagiolepis clarki
Plagiolepis clarki är en myrart som beskrevs av Wheeler 1934. Plagiolepis clarki ingår i släktet Plagiolepis och familjen myror.

## Underarter
Arten delas in i följande underarter:
- P. c. clarki
- P. c. impasta